# Ixodes tasmani
Ixodes tasmani  (лат.) — вид клещей рода Ixodes из семейства Ixodidae. Австралия. Длина тела 2,4 — 3,0 мм. Паразитируют на сумчатых млекопитающих (Поссумы — Phalangeridae, хищные сумчатые — Dasyuridae), а также встречается на собаках, кошках, лошадях и человеке. Вид был впервые описан в 1899 году французским зоологом Луи Жоржем Неманном (Louis Georges Neumann, 1846—1930).

## Распространение
Австралия: Западная Австралия, Квинсленд, Новый Южный Уэльс, Виктория, Южная Австралия и Тасмания.